# قائمة أضرحة أذربيجان

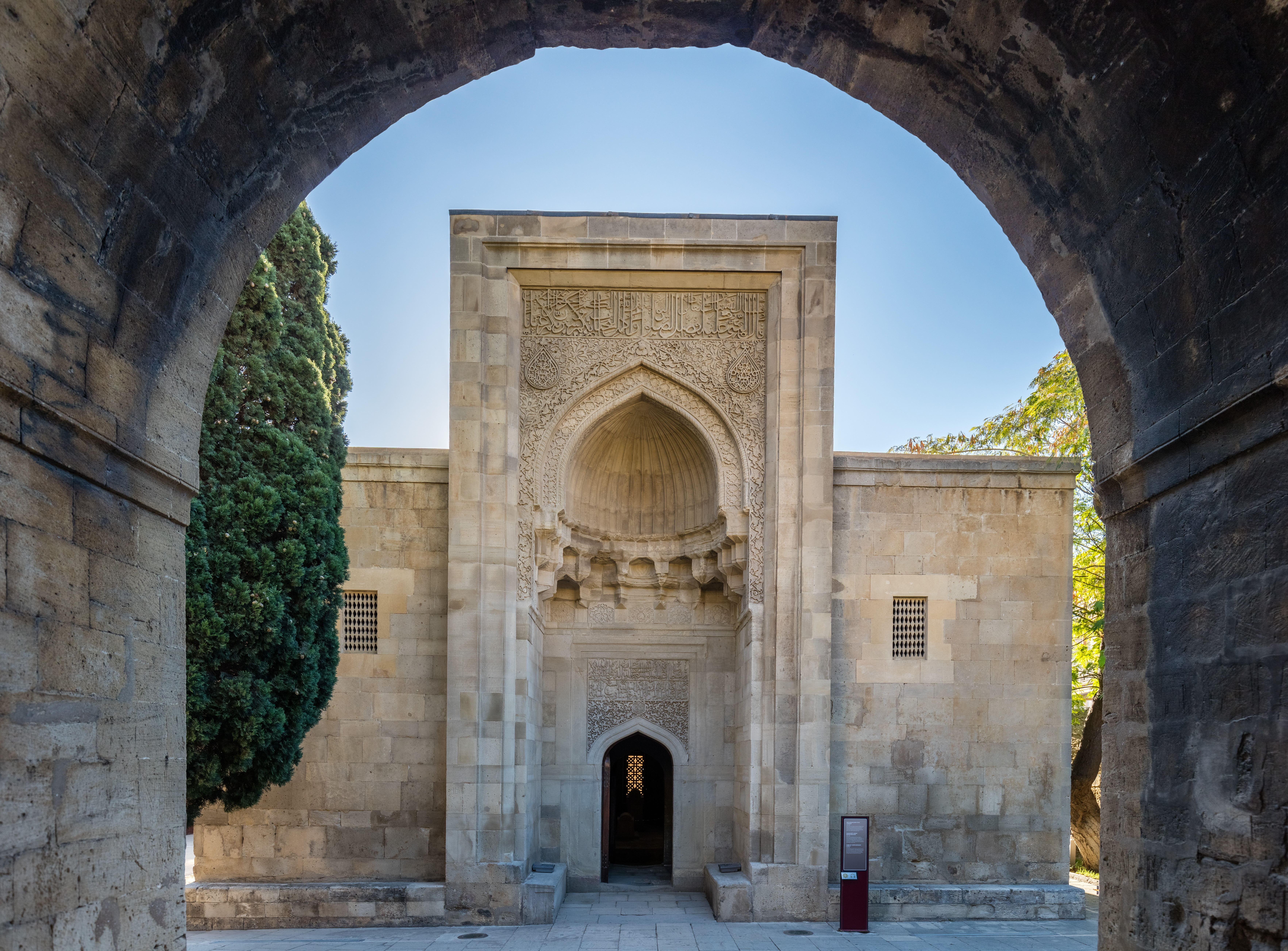
ضريح الشروانشاهيين

الضَّرِيحُ [الجمع: ضرائح] مُشيَّدة معمارية تُبنى على قبر أحد الأشخاص تخليداً لذكراه. ويختلف المَقام عنه من ناحية أنه ليس بالضرورة أن يكون المَقام مكان دفن أو قبر بل من الممكن أن يكون مكان إقامته في يوم من الأيام أو مكان ممارسة الطقوس الدينية أو كان قد مر عليه في يوم من الأيام، ومن ثم اشتهر هذا أو ذاع بين الناس على أنه أحد مقاماتهم فيشاد على هذا المكان بناء أو مكان عبادة ديني لكي يزوره الناس.

## قائمة أضرحة أذربيجان
تحتوي هذه القائمة على أسماء أضرحة في أذربيجان.
- ضريح أخسادان بابا
- ضريح الشروانشاهيين
- ضريح جواد خان
- ضريح حسين جافيد
- ضريح سيد يحيى باكوفي
- ضريح قاراباغلار
- ضريح مؤمنة خاتون
- ضريح واقيف
- ضريح يوسف بن كوسير
- ضريح حيدر (شوشا)